# Tetrode (elektronenbuis)

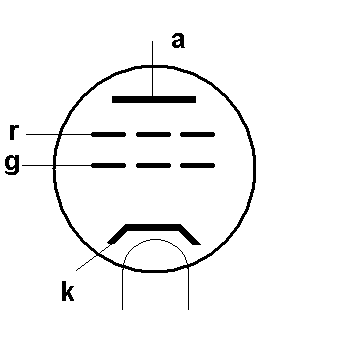
Tetrode
a=anode
r=schermrooster
g=stuurrooster
k=kathode

Een tetrode (Grieks: τετρα, vier) is een elektronenbuis met vier elektroden. De tetrode is een uitbreiding van een triode met een extra rooster.
In een tetrode is tussen anode en kathode behalve het stuurrooster nog een tweede rooster, het schermrooster, geplaatst. De tetrode is een eerste verbetering van de triode. Bij de toepassing van de triode als versterker, wordt de versterking nadelig beïnvloed door de met de anodestroom variërende anodespanning. Het toegevoegde schermrooster neemt de rol van de anode over bij het opbouwen van het elektrische veld. Doordat de spanning op het schermrooster constant kan worden gehouden, wordt een hogere steilheid bereikt. Daarnaast schermt het schermrooster de anode af van het stuurrooster, zodat de parasitaire capaciteit tussen rooster en anode verminderd wordt, en ongewenste oscillatie wordt voorkomen.
De tetrode vond maar korte tijd toepassing, omdat al spoedig een uitbreiding met een extra keerrooster volgde, de pentode, met over het algemeen betere eigenschappen dan de tetrode.
diode ·
triode ·
tetrode ·
pentode ·
hexode ·
heptode ·
octode ·
enneode

kathodestraalbuis ·
indicatorbuis ·
fotocel ·
fotomultiplicator ·
klystron ·
magnetron ·
lopende-golfbuis ·
geigerteller ·
gasontladingsbuis ·
thyratron ·
kwikdampgelijkrichter ·
ignitron